# Mundimitar
Mundimitar (talijanski: Montemitro) je mjesto u moliškoj pokrajini Campobasso (zemljopisna širina: 41,8881 - zemljopisna dužina: 14,6464, površina: 16,05 km2) uz duž doline rijeke Trigno koja označava granicu s pokrajinom Abruzzo. Mundimitar je udaljen od Jadranskog mora malo manje od 25 km. Sagrađen je na brdu od 508 m nadmorske visine, i zbog toga je klima povoljna. Stanovnika je oko 500 dok ih otprilike 600 stanuje širom Italije u velikim gradovima, jer u Mundimitru nema velikih mogućnosti za zapošljavanje. Ovo selo je jedno od tri sela, uz Filič (San Felice del Molise) i i Kruč (Acquaviva Collecroce), u kojima žive Moliški Hrvati i gdje se govori moliški hrvatski.
Naziv Mundimitar, tj. Montemitro postojao je i prije doseljavanja Hrvata, što potvrđuju mnogi dokumenti. Najstariji naziv ovog sela nalazimo u djelu Cronica monasterii Casinensis (iz 1024.) u kojem se izvješćuje «Seguenti etiam anno Benedictus quidam cum uxore sua Marenda de Castello Monte Metulo fecit oblationem suam in hoc monasterio de ecclesia Sancti Iohannis que sita est in finibus eiusdem castri iusta fluvium Trinium, cum terra modiorum ducenti LXX, ubi ipsa ecclesia edificata».
U Mundimitru se nalazi i hrvatski počasni konzulat.

## Stanovništvo
U mjestu živi manje od 500 stanovnika, dok oko 600 njih podrijetlom iz ovog mjesta živi u većim gradovima diljem Italije. Gotovo svi stanovnici sela su Moliški Hrvati.
Razvoj stanovništva

## Kultura
KroaTarantata, moliškohrvatska glazbena skupina. Svoj prvi CD s 11 jačak objavit će 2018. Dijelom su to moliškohrvatske narodne jačke kot i neke vlašće kompozicije. Zastupani su inštrumenti tamburello, bass, gitara, rajle, frula, bufu i glasi. Snimali su ga u Mundimitru pod peljanjem Marka Blažete i uz pomoć bubnjara Andija Karalla iz Velikoga Borištofa. 2016. godine KroaTarantata dobila je kulturnu nagradu za 2015. Hrvatskoga centra u Beču Mini-Metron.

## Vanjske poveznice
(hrv.)(tal.)Stranica Mundimitra